# بروكلين هايتس (رواية)
بروكلين هايتس الرواية الرابعة للروائية المصرية ميرال الطحاوي. صدرت الرواية لأوّل مرة عام 2010 عن دار ميريت للطبع والنشر والتوزيع في القاهرة، ومن ثم صدرت عن دار الآداب للنشر والتوزيع في لبنان. حازت على «جائزة نجيب محفوظ للأدب» عام 2010، ودخلت في القائمة النهائية «القصيرة» للجائزة العالمية للرواية العربية لعام 2011، المعروفة باسم «جائزة بوكر العربية».

## حول الرواية
تروي الكاتبة «ميرال الطحاوي» في هذه الرواية حكاية مهاجرين عرب إلى نيويورك من خلال راوية امرأة تعرض تجاربها بين الولايات المتحدة بلدها المختار، ومصر بلدها الأم، فتكشف العلاقة المعقّدة بين الشرق والغرب. إنها قصة عن التسامح والأصولية، عن الخسارة والأمل في الحب، وهي تسترجع أجواء أميركا خلال العقد الأوّل من القرن الحادي والعشرين.